# Суперсерия 1979/1980
Суперсерия 1979/1980 — турне советских хоккейных команд ЦСКА и «Динамо» (Москва) по Северной Америке в декабре 1979 — январе 1980 года.

## «Динамо» Москва — клубы НХЛ
- 26.12.1979, Ванкувер, «Ванкувер Кэнакс» — «Динамо» (Москва) 6:2 (2:2, 3:0, 1:0)
Голы: Варянов (бол.), 8 (0:1), Девятов, 9:05 (0:2), Кернс, 15 (1:2), Смил (бол.), 19 (2:2), Брассар, 38 (3:2), Смит, 38 (4:2), Смит, 38 (5:2), Смил, (6:2).
- 02.01.1980, Виннипег, «Виннипег Джетс» — «Динамо» (Москва) 0:7 (0:1, 0:3, 0:3)
Голы: Семенов, Лебедев, Мальцев, Фроликов, Голубович, Девятов, В.Голиков
- 04.01.1980, Эдмонтон, «Эдмонтон Ойлерз» — «Динамо» (Москва) 1:4 (0:1, 0:1, 1:2)
Голы: Семенов, Мальцев, Фроликов, Лаврентьев
- 08.01.1980, Вашингтон, «Вашингтон Кэпиталз» — «Динамо» (Москва) 5:5 (1:2, 3:2, 1:1)
Голы: Мальцев, Паюсов, В.Голиков, Лебедев, Семенов

«Динамо» Москва:
4 матча — В.Мышкин (12п, 0), В.Семенов (3+3, 0), А.Мальцев (3+1, 2), В.Голиков (2+2, 4), В.Девятов (2+2, 0), Ю.Лебедев (2+2, 0), П.Природин (0+4, 0), А.Фроликов (2+1, 0), В.Лаврентьев (1+1, 2), В.Первухин (0+2, 2), Н.Варянов (1+0, 0), В.Голубович (1+0, 0), М. Слипченко (0+1, 0), В.Шкурдюк (0+1, 0), А.Голиков (0+0, 2), В.Васильев (0+0, 0), А.Филиппов (0+0, 0);
3 матча — В.Паюсов (1+2, 2), В.Орлов (0+2, 0);
2 матча — 3.Билялетдинов (0+0, 2).
За «Динамо» выступали: В.Лаврентьев («Химик»), В. Мышкин и Ю.Лебедев (оба — «Крылья Советов»).

## ЦСКА Москва — клубы НХЛ
| 27 декабря 1979 | \| Нью-Йорк Рейнджерс \| 2 : 5 (1:0, 0:5, 1:0) \| ЦСКА \| \| 17 1-0 Викерс (Хедберг, Маруа) 51 2-5 Грешнер (Джонстоун) \| Голы \| 22 1-1 Варнаков (Жлуктов) 25 1-2 Варнаков (Ковин, Скворцов) 28:16 1:3 Лобанов (Волчков, Лутченко) 31 1-4 Дроздецкий (Лобанов, Волчков) 36:58 1-5 Харламов (Петров, Волченков) \| | Нью-Йорк, Мэдисон Сквер Гарден Зрителей: 17 000 Судья: У.Харрис (НХЛ), Д’Амико (НХЛ), Коллинз (НХЛ)                                                                           |
| Составы: Нью-Йорк Рейнджерс (2 ? шт.м.): Бейкер (№ 35) (Дэвидсон (№ 30), 30); Ваднэ (№ 5) — Дэйв Малоуни-к (№ 26), Бек (№ 3) — Маруа (№ 25), Грешнер (№ 4) — Хосподар (№ 23); Викерс (№ 8) — У.Нильссон (№ 11) — Хедберг (№ 15), Эспозито (№ 77) — Мердок (№ 14) — Ларош (2) (№ 20), Маркэм (№ 29) — Дугуэй (№ 10) — Тэлафус (№ 19), Миллер (№ 24) — Битон (№ 21) — Джонстоун (№ 17). Асс.тренера: Майк Николак. ЦСКА (2 ?): Третьяк (№ 20); Фетисов (№ 2) — Стариков (№ 14), Лутченко (№ 3) — Касатонов (№ 21), С.Гимаев (2) (№ 5) — Волченков (№ 13); Михайлов-к (№ 7) — Петров (№ 16) — Харламов (№ 17), Балдерис (№ 19) — Жлуктов (№ 22) — Макаров (№ 15), Дроздецкий (№ 11) — Лобанов (№ 10) — Волчков (№ 9), Скворцов (№ 24) — Ковин (№ 25) — Варнаков (№ 26), Анисин (№ 12), И.Гимаев. Запасной вратарь: Тыжных (№ 1). | | |
| Нью-Йорк Рейнджерс | 2 : 5 (1:0, 0:5, 1:0) | ЦСКА |
| 17 1-0 Викерс (Хедберг, Маруа) 51 2-5 Грешнер (Джонстоун) | Голы | 22 1-1 Варнаков (Жлуктов) 25 1-2 Варнаков (Ковин, Скворцов) 28:16 1:3 Лобанов (Волчков, Лутченко) 31 1-4 Дроздецкий (Лобанов, Волчков) 36:58 1-5 Харламов (Петров, Волченков) |

- 29.12.1979, Юниондейл, штат Нью-Йорк, «Нью-Йорк Айлендерс» — ЦСКА 2-3 (0:0, 0:2, 2:1), судья — Ю.Карандин
Голы: Михайлов, 21 (0:1), Балдерис, 24 (0:2), Гиллис, 41 (1:2), Макаров, 42 (1:3), Гиллис, 46 (2:3).
Нью-Йорк Айлендерс: Б.Смит; …; Босси — Троттье — Гиллис, Ланджевин — …
ЦСКА: Третьяк; Волченков — С.Гимаев, Лутченко — Касатонов, Стариков, Фетисов; Михайлов — Петров — Харламов, Балдерис — Жлуктов — Макаров, Анисин — Ковин — Варнаков, Дроздецкий — Лобанов — Волчков.

| 31 декабря 1979 | \| Монреаль Канадиенс \| 4 : 2 (1:0, 0:2, 3:0) \| ЦСКА \| \| 12:36 1:0 Ламбер (Лафлёр, Мондю, бол.) 44 2:2 Шатт (Лафлёр, Робинсон) 49:59 3:2 Гейни (Джарвис, Энгблом) 53 4:2 Шатт (Савар, Ларош) \| Голы \| 27 1:1 Жлуктов (Балдерис, С.Гимаев) 33 1:2 Балдерис (Жлуктов, Касатонов) \| | Монреаль, Форум Зрителей: 17 000 Судья: Худд (НХЛ), Бечард (НХЛ), Готье (НХЛ) |
| Составы: Монреаль Канадиенс (6 шт.м.): Севиньи (№ 33); Робинсон (№ 19) — Савар-к (2) (№ 18), Энгблом (№ 3) — Лангвей (№ 17), Лупьен (№ 24); Лафлёр (2) (№ 10) — Шатт (2) (№ 22) — Мондю (№ 6), Оул (№ 15) — Гейни (№ 23) — Джарвис (№ 21), Напьер (№ 31) — Ларош (№ 28) — Ламбер (№ 11), Трамбле (№ 14), Райсбро (№ 8). Заявлен, но площадку не вышел: Н.Дюпон (№ 26). Запасной вратарь: Ларок (№ 1). Тренер: Клод Руэль. ЦСКА (8): Третьяк; Волченков — С.Гимаев (2), Лутченко — Касатонов (2), Стариков — Фетисов; Михайлов-к — Петров (2) — Харламов, Балдерис — Жлуктов — Макаров, Варнаков — Ковин (2) — И.Гимаев, Дроздецкий — Лобанов — Волчков. Запасной вратарь: Тыжных. Примечание: Броски по воротам: 35 — 14. За 4 минуты до конца игры травму левой ноги получил Фетисов и более на площадку не выходил. | |                                                                               |
| Монреаль Канадиенс | 4 : 2 (1:0, 0:2, 3:0) | ЦСКА                                                                          |
| 12:36 1:0 Ламбер (Лафлёр, Мондю, бол.) 44 2:2 Шатт (Лафлёр, Робинсон) 49:59 3:2 Гейни (Джарвис, Энгблом) 53 4:2 Шатт (Савар, Ларош) | Голы | 27 1:1 Жлуктов (Балдерис, С.Гимаев) 33 1:2 Балдерис (Жлуктов, Касатонов)      |

| 3 января 1980 | \| Баффало Сэйбрз \| 6 : 1 (2:0, 0:0, 4:1) \| ЦСКА \| \| 9 1:0 Гейр (Плэйфэйр, Дадли) 19 2:0 Люс (Рэмси, мен.) 48:32 3:1 Смит (Маккэгни, Гэйр) 55 4:1 Гейр 57:01 5:1 Силинг (Рафф, Перро, бол.) 59:56 6:1 Силинг (Мартин) \| Голы \| 48:12 2:1 Балдерис (Стариков, Касатонов) \| | Буффало, Мемориал Аудиториум Судья: Карандин (СССР), Финн (НХЛ), Кохарски (НХЛ) |
| Составы: Баффало Сэйбрз (10 шт.м.): Эдвардс (№ 1); Шенфелд (2) (№ 6) — Хайт (№ 24), Ван Боксмир (№ 5) — Данн (№ 3), Кораб (2) (№ 4) — Рафф (№ 22), Плэйфэйр (№ 27); Перро (№ 11) — Мартин (2) (№ 7) — Силинг (№ 16), Гэйр-к (4) (№ 18) — Д.Смит (№ 19) — Маккэгни (№ 8), Рэмси (№ 10) — Люс (№ 20) — Гулд (№ 17), А.Савар (№ 12), Дадли (№ 9). Запасной вратарь: Сауве (№ 28). Тренер: Скотти Боумэн. ЦСКА (4): Третьяк; Бабинов (№ 4) — Стариков, Лутченко — Касатонов, С.Гимаев — Волченков; Михайлов (2) — Петров (2) — Харламов, Балдерис — Жлуктов — Макаров, Дроздецкий — Лобанов — Волчков, Скворцов — Ковин — Варнаков. Запасной вратарь: Тыжных. Примечание: Броски по воротам: 32 — 21. | |                                                                                 |
| Баффало Сэйбрз | 6 : 1 (2:0, 0:0, 4:1) | ЦСКА                                                                            |
| 9 1:0 Гейр (Плэйфэйр, Дадли) 19 2:0 Люс (Рэмси, мен.) 48:32 3:1 Смит (Маккэгни, Гэйр) 55 4:1 Гейр 57:01 5:1 Силинг (Рафф, Перро, бол.) 59:56 6:1 Силинг (Мартин) | Голы | 48:12 2:1 Балдерис (Стариков, Касатонов)                                        |

| 6 января 1980 | \| Квебек Нордикс \| 4 : 6 (1:1, 1:3, 2:2) \| ЦСКА \| \| 10:09 1:1 Фитчнер (Клутье, Лакруа) 23:45 2:1 Томас (Фторек, Харт) 45:23 3:4 Хислоп (Фторек, бол.) 46:43 4:4 Фитчнер (Клутье, Лег) \| Голы \| 9:55 0:1 Петров (Михайлов, Харламов) 24:35 2:2 Балдерис (Макаров, Касатонов, бол.) 27 2:3 Балдерис (Макаров, Касатонов) 29 2:4 Скворцов (Варнаков, Ковин) 47:36 4:5 Михайлов (Петров, Фетисов) 54:09 4:6 Харламов (Михайлов) \| | Квебек-сити, Квебек Колизеум Судья: Льюис (НХЛ), Эсселстайн (НХЛ), Скапинелло (НХЛ) |
| Составы: Квебек Нордикс (8 шт.м.): Мишель Дион (№ 30); Уэйр (№ 2) — Харт (№ 6), Лег (№ 25) — Томас (№ 22), Брекенбери (№ 15) — Бакстер (№ 4); Фторек-к (2) (№ 7) — Хислоп (№ 11) — Б.Стюарт (№ 28), Хоганссон (4) (№ 33) — Бернье (№ 21) — Плант (№ 14), Гуле (№ 16) — Ледюк (2) (№ 10) — Лакруа (№ 26), Реал Клутье (№ 9) — Фитчнер (№ 12) — Тардиф (№ 8). Запасной вратарь: Р.Лоу (№ 1). Тренер: Жак Демер. ЦСКА (8): Третьяк; Бабинов — Фетисов, Лутченко — Касатонов (2), Волченков — Стариков; Михайлов-к — Петров (4) — Харламов, Балдерис (2) — Жлуктов — Макаров, Скворцов — Ковин — Варнаков. Заявлены, но площадку не вышли: Дроздецкий, Лобанов, Анисин. Запасной вратарь: Тыжных. | | |
| Квебек Нордикс | 4 : 6 (1:1, 1:3, 2:2) | ЦСКА |
| 10:09 1:1 Фитчнер (Клутье, Лакруа) 23:45 2:1 Томас (Фторек, Харт) 45:23 3:4 Хислоп (Фторек, бол.) 46:43 4:4 Фитчнер (Клутье, Лег) | Голы | 9:55 0:1 Петров (Михайлов, Харламов) 24:35 2:2 Балдерис (Макаров, Касатонов, бол.) 27 2:3 Балдерис (Макаров, Касатонов) 29 2:4 Скворцов (Варнаков, Ковин) 47:36 4:5 Михайлов (Петров, Фетисов) 54:09 4:6 Харламов (Михайлов) |

### Общая статистика
ЦСКА Москва:
5 матчей — В.Третьяк (18п, 0), Х.Балдерис (5+2, 2), В.Жлуктов (l+4, 0), Б.Михайлов (2+2, 4), С.Макаров (1+3, 0), А.Касатонов (0+4, 6), В.Харламов (2+1, 0), В.Петров (1+2, 8), М.Варнаков (2+0, 0), А.Лобанов (1+1, 0), В.Ковин (0+2, 4), С.Стариков (0+2, 0), Н.Дроздецкий (1+0, 0), А.Волченков (0+1, 0), В.Лутченко (0+1, 0);
4 матча — А.Скворцов (1+1, 0), А.Волчков (0+2, 0), С.Гимаев (0+1, 4), В.Фетисов (0+0, 0);
3 матча — В.Анисин (0+0, 0);
2 матча — С.Бабинов (0+0, 0), И.Гимаев (0+0, 0).
За ЦСКА выступали: В.Ковин, А.Скворцов, М.Варнаков (все — «Торпедо» Горький).